# Motorola MC14500B

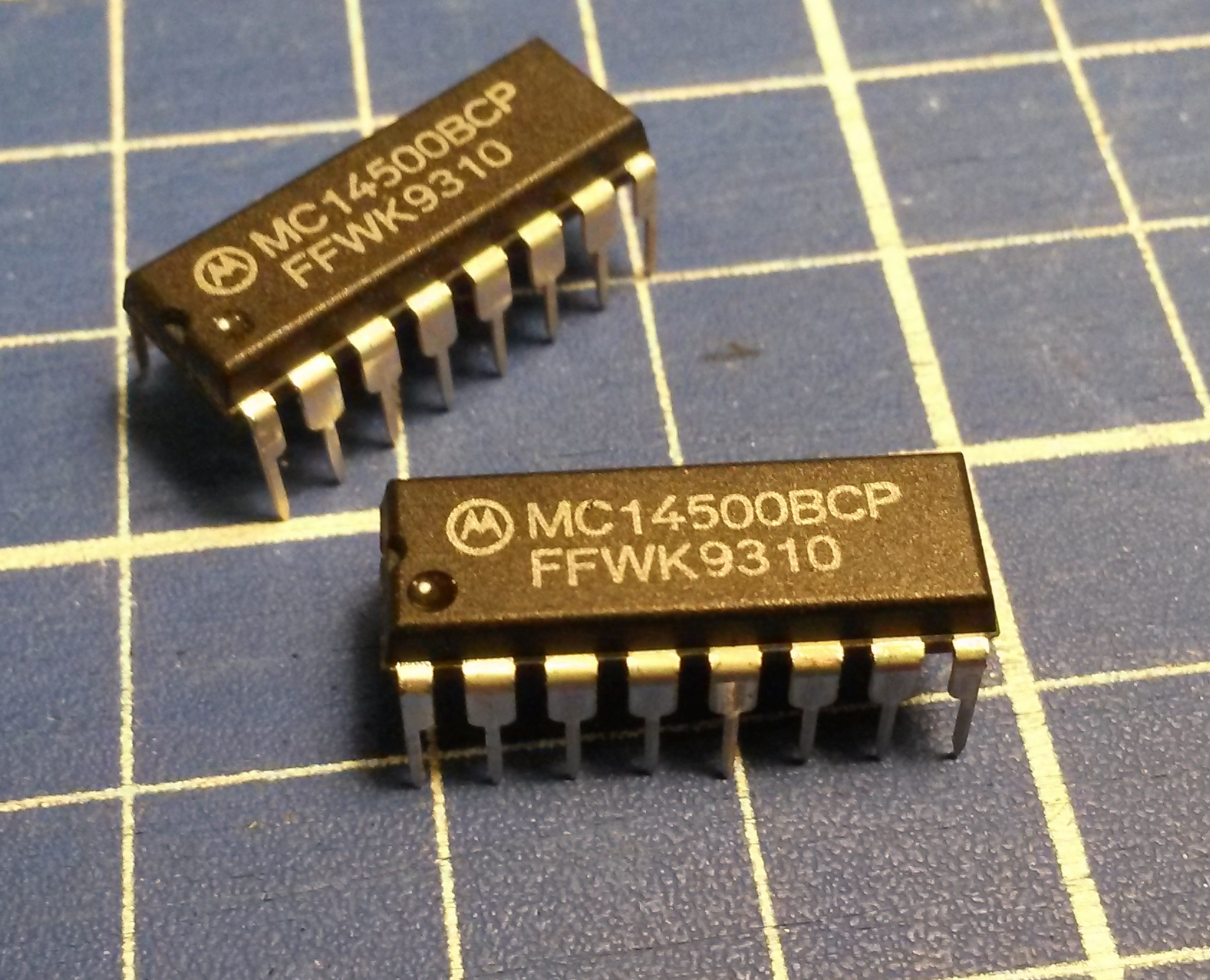
1-розрядний мікропроцесор MC14500BCP

Motorola MC14500B Industrial Control Unit (ICU, промисловий блок керування) — однобітний мікропроцесор, спроектований для застосування в простих системах керування. Випущений компанією Motorola 1977 року, технологія КМОН.
MC14500B добре підходить для реалізації релейно-контактної логіки, і тому може бути використаний для заміни релейних схем та ПЛК. MC14500B не має лічильника команд, тому розмір підтримуваної пам'яті залежить від програмної реалізації лічильника команд. Система команд складається всього з 16 команд.
Архітектура MC14500B схожа з архітектурою комп'ютерів DEC PDP-14.
Варіанти:
- Motorola MC14500BAL
- Motorola MC14500BCL

Сучасною версією комп'ютера на базі цього процесора в стилі ретро є PLC14500-Nano. Він сертифікований як Open Source Hardware PL000011, тому будь-хто може ознайомитися з його дизайном і самостійно зібрати його.